# Veaceslav Rusnac
Veaceslav Rusnac (Răuțel, 27 agosto 1975) è un allenatore di calcio ed ex calciatore moldavo con cittadinanza kazaka, di ruolo difensore.

## Palmarès

### Giocatore

#### Competizioni nazionali
- Campionato moldavo: 1

Zimbru Chișinău: 1999-2000
- Coppa di Moldavia: 2

Zimbru Chișinău: 2002-2003, 2003-2004

### Allenatore

#### Competizioni nazionali
- Campionato moldavo: 1

Sheriff Tiraspol: 2013-2014
- Coppa di Moldavia: 1

Milsami Orhei: 2017-2018
- Supercoppa di Moldavia: 1

Milsami Orhei: 2019